# Matti Poikala
Matti Poikala, född den 26 juli 1935 i Sippola, Finland, är en svensk före detta brottare.
Poikala tävlade för IFK Hedemora från 1960. Han tog klubbens första SM-medlalj i fristil 1961 och i grekisk-romersk stil 1965. 1964 tävlade han för Sverige i olympiska sommarspelen i Tokyo där han slogs ut i första omgången i lättvikt. Han tog silver i 70 kg grekisk-romersk stil på EM i Västerås i juni 1968 och var i hade stora medaljförväntningar på sig inför OS samma år. Men på olympiska sommarspelen i Mexico City i oktober samma år skadade han sig inför turneringen och kunde inte tävla. Året efter tävlade han igen på VM i Mar del Plata, Argentina där han tog brons i grekisk-romersk stil och blev fyra i fristil, båda i 74 kg-klassen.